# 翁莫哈末雅欣
翁·莫哈末雅欣，马来西亚政治人物，国阵巫统党员，前柔佛州议会拉央拉央议员。

## 政治生涯
2004年与2008年马来西亚大选，代表国阵参加柔佛州议会选举并赢得拉央拉央议席。